# 바이신지역
바이신지역(일본어: 梅津寺駅)은 일본 에히메현 마쓰야마시에 위치한 이요 철도 다카하마 선의 철도역이다. 역 번호는 IY 02이며, 상대식 승강장 2면 2선의 구조를 갖춘 지상역이다.

## 타는 곳
| 1 | ■ 다카하마 선 | 상행 | 미쓰 · 기누야마 · 마쓰야마시 방면 |
| 2 | ■ 다카하마 선 | 하행 | 다카하마 · (마쓰야마 관광항) 방면 |

## 역 주변
- 바이신지 공원
  - 에히메 FC 클럽 하우스

## 역사
- 1899년 7월 6일 : 임시역으로서 개업.
- 1931년 5월 1일 : 상설화 됨.

## 인접 역
| 이요 철도 다카하마 선               | 이요 철도 다카하마 선 | 이요 철도 다카하마 선            |
| ----------------------------------- | --------------------- | -------------------------------- |
| IY 01 다카하마 마쓰야마 관광항 방면 | ■ 다카하마 선         | 미나토야마 IY 03 마쓰야마시 방면 |